# Laval-Roquecezière
Pour les articles homonymes, voir Laval.
Laval-Roquecezière est une commune française située dans le département de l'Aveyron, en région Occitanie.
Le patrimoine architectural de la commune comprend un immeuble protégé au titre des monuments historiques : le monastère Notre-Dame d'Orient, inscrit en 1978.

## Géographie

### Localisation
La commune est limitrophe du département du Tarn.

### Communes limitrophes
Les communes limitrophes sont  Combret, Lacapelle-Escroux, Pousthomy, Saint-Salvi-de-Carcavès, Saint-Sernin-sur-Rance et Saint-Sever-du-Moustier.
| Pousthomy                      | Saint-Sernin-sur-Rance |                         |
| Saint-Salvi-de-Carcavès (Tarn) | Laval-Roquecezière     | Combret                 |
|                                | Escroux (Tarn)         | Saint-Sever-du-Moustier |

### Géologie et relief
Le village occupe une position dominante par son altitude de 930 mètres.
Au nord-est, le rougier du Camarès, le Saint-Affricain, Roquefort, les falaises de Millau.
Au sud-est, les monts de Lacaune.
Au sud-sud-ouest, les Pyrénées.

### Hydrographie
Le Rance, le ruisseau de Luzer et le ruisseau de Vignals sont les principaux cours d'eau traversant la commune.

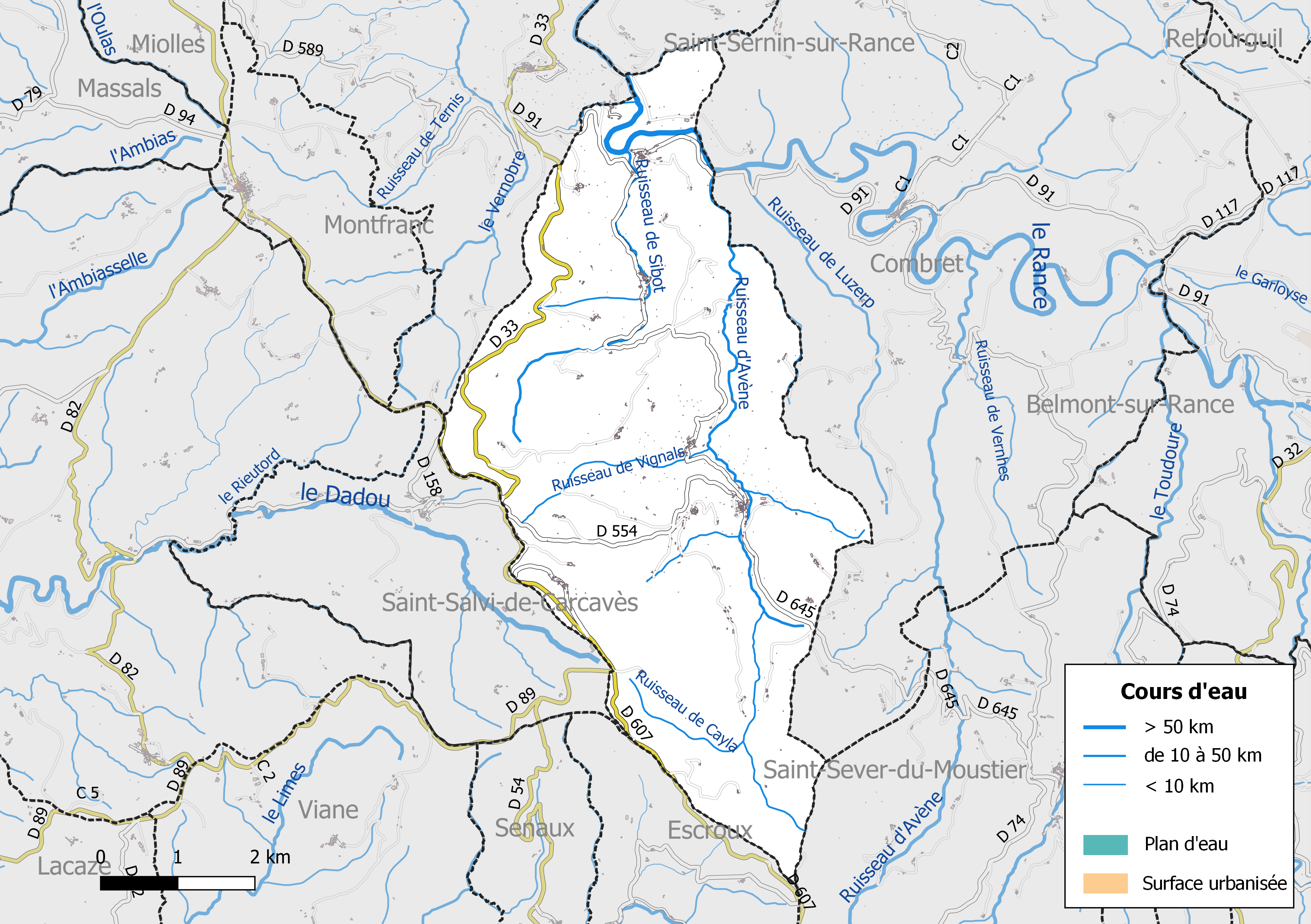
Réseaux hydrographique et routier de Laval-Roquecezière.

La commune est drainée par le Rance, le Ruisseau d'Avène, le ruisseau de Sibot, le ruisseau de Cayla, le ruisseau de Vignals et par divers petits cours d'eau.
Le Rance, d'une longueur totale de 63,5 km, prend sa source dans la commune de Murasson et se jette  dans le Tarn à La Bastide-Solages, après avoir arrosé 12 communes.

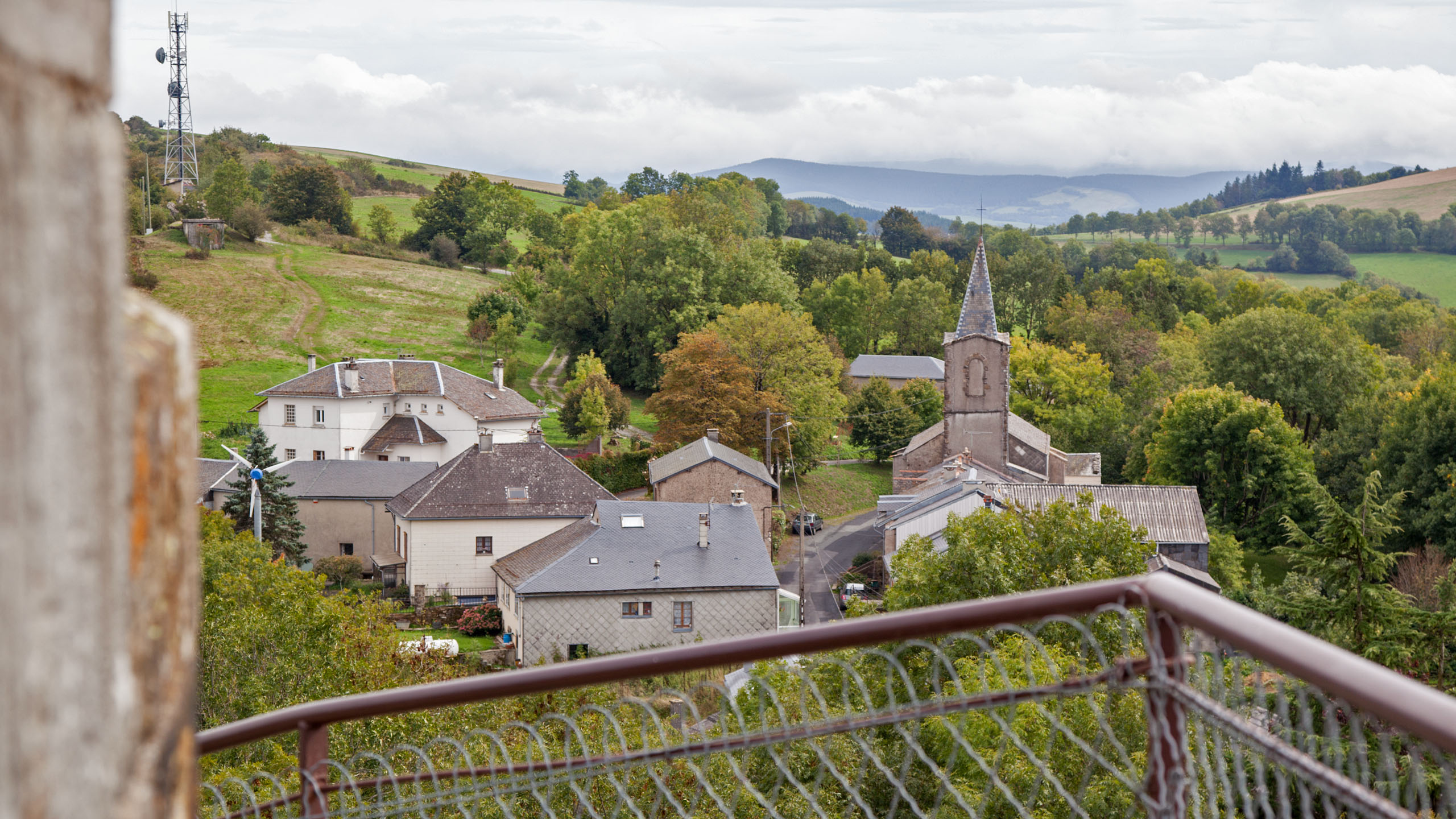
Le village vu du rocher de la Vierge.

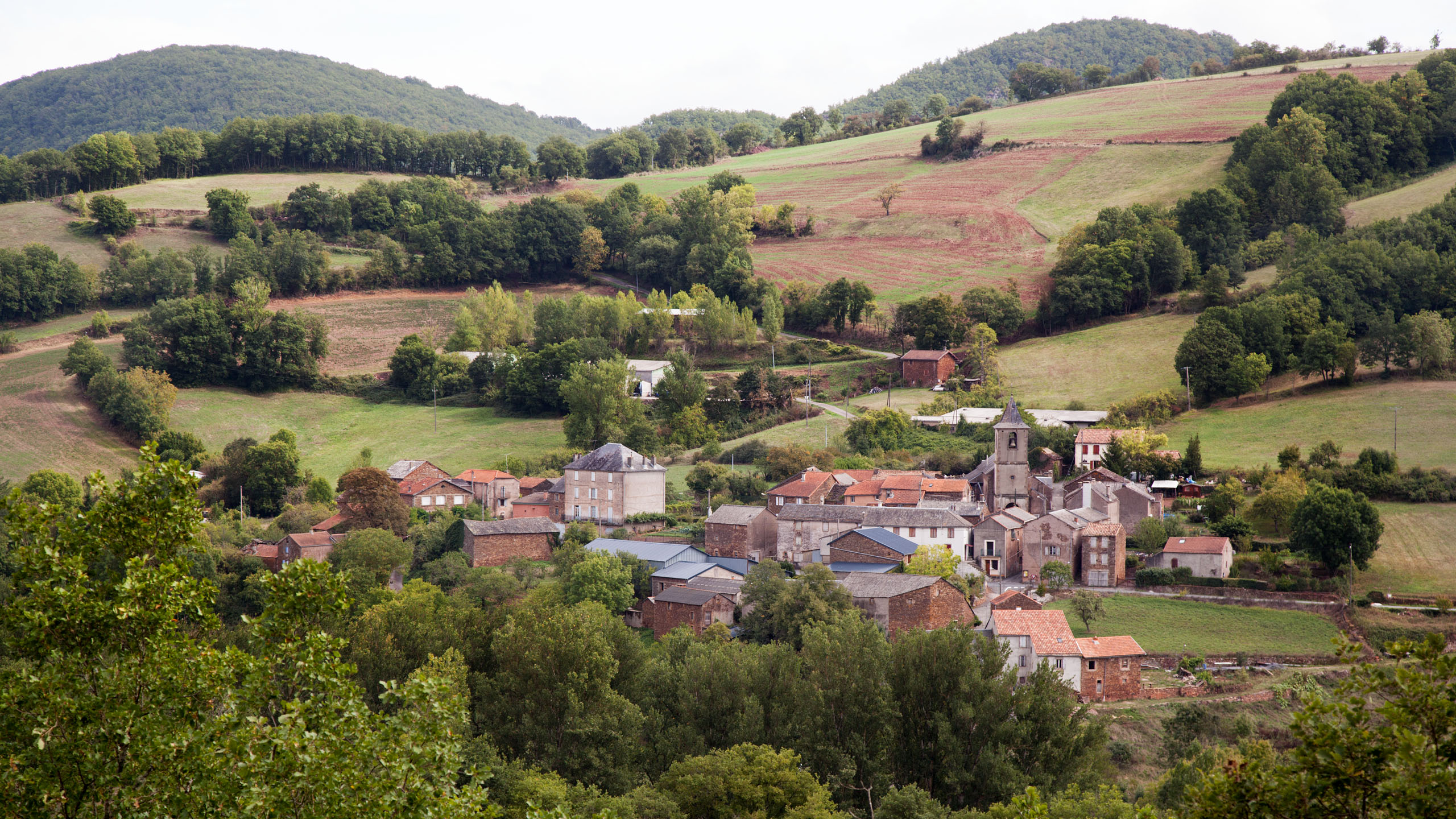
Le hameau de Saint-Maurice.

Le Ruisseau d'Avène, d'une longueur totale de 10,9 km, prend sa source dans la commune de Saint-Sever-du-Moustier et se jette  dans le Rance à Combret, après avoir arrosé 2 communes.

### Climat
Pour des articles plus généraux, voir Climat de l'Occitanie et Climat de l'Aveyron.
En 2010, le climat de la commune est de type climat océanique altéré, selon une étude s'appuyant sur une série de données couvrant la période 1971-2000. En 2020, Météo-France publie une typologie des climats de la France métropolitaine dans laquelle la commune est dans une zone de transition entre le climat océanique altéré et le climat de montagne et est dans la région climatique Sud-est du Massif Central, caractérisée par une pluviométrie annuelle de 1 000 à 1 500 mm, minimale en été, maximale en automne.
Pour la période 1971-2000, la température annuelle moyenne est de 11,7 °C, avec une amplitude thermique annuelle de 16 °C. Le cumul annuel moyen de précipitations est de 1 047 mm, avec 10,9 jours de précipitations en janvier et 6,1 jours en juillet. Pour la période 1991-2020, la température moyenne annuelle observée sur la station météorologique la plus proche, située sur la commune de Montlaur à 17 km à vol d'oiseau, est de 12,5 °C et le cumul annuel moyen de précipitations est de 705,4 mm,. Pour l'avenir, les paramètres climatiques de la commune estimés pour 2050 selon différents scénarios d'émission de gaz à effet de serre sont consultables sur un site dédié publié par Météo-France en novembre 2022.

### Milieux naturels et biodiversité

#### Espaces protégés
La protection réglementaire est le mode d’intervention le plus fort pour préserver des espaces naturels remarquables et leur biodiversité associée.
Dans ce cadre, la commune fait partie d'un espace protégé, le Parc naturel régional des Grands Causses, créé en 1995 et d'une superficie de 327 937 ha, s'étend sur 97 communes. Ce territoire rural habité, reconnu au niveau national pour sa forte valeur patrimoniale et paysagère, s’organise autour d’un projet concerté de développement durable, fondé sur la protection et la valorisation de son patrimoine,,.

#### Zones naturelles d'intérêt écologique, faunistique et floristique
L’inventaire des zones naturelles d'intérêt écologique, faunistique et floristique (ZNIEFF) a pour objectif de réaliser une couverture des zones les plus intéressantes sur le plan écologique, essentiellement dans la perspective d’améliorer la connaissance du patrimoine naturel national et de fournir aux différents décideurs un outil d’aide à la prise en compte de l’environnement dans l’aménagement du territoire.
Le territoire communal de Laval-Roquecezière comprend trois ZNIEFF de type 1, : 
- les « Bois et landes de Combret et laval-Roquecezière » (1 674 ha), couvrant 3 communes du département[16]
- les « Landes de Roquecezière » (41,5 ha), couvrant 2 communes du département[17];
- les « Rochers de Roquecezière » (439,4 ha)[18]

et deux ZNIEFF de type 2, : 
- le « Rougier de Camarès » (56 714 ha), qui s'étend sur 33 communes dont 32 dans l'Aveyron et 1 dans l'Hérault[19];
- la « Vallée du Rance » (2 781 ha), qui s'étend sur 12 communes dont 11 dans l'Aveyron et 1 dans le Tarn[20].

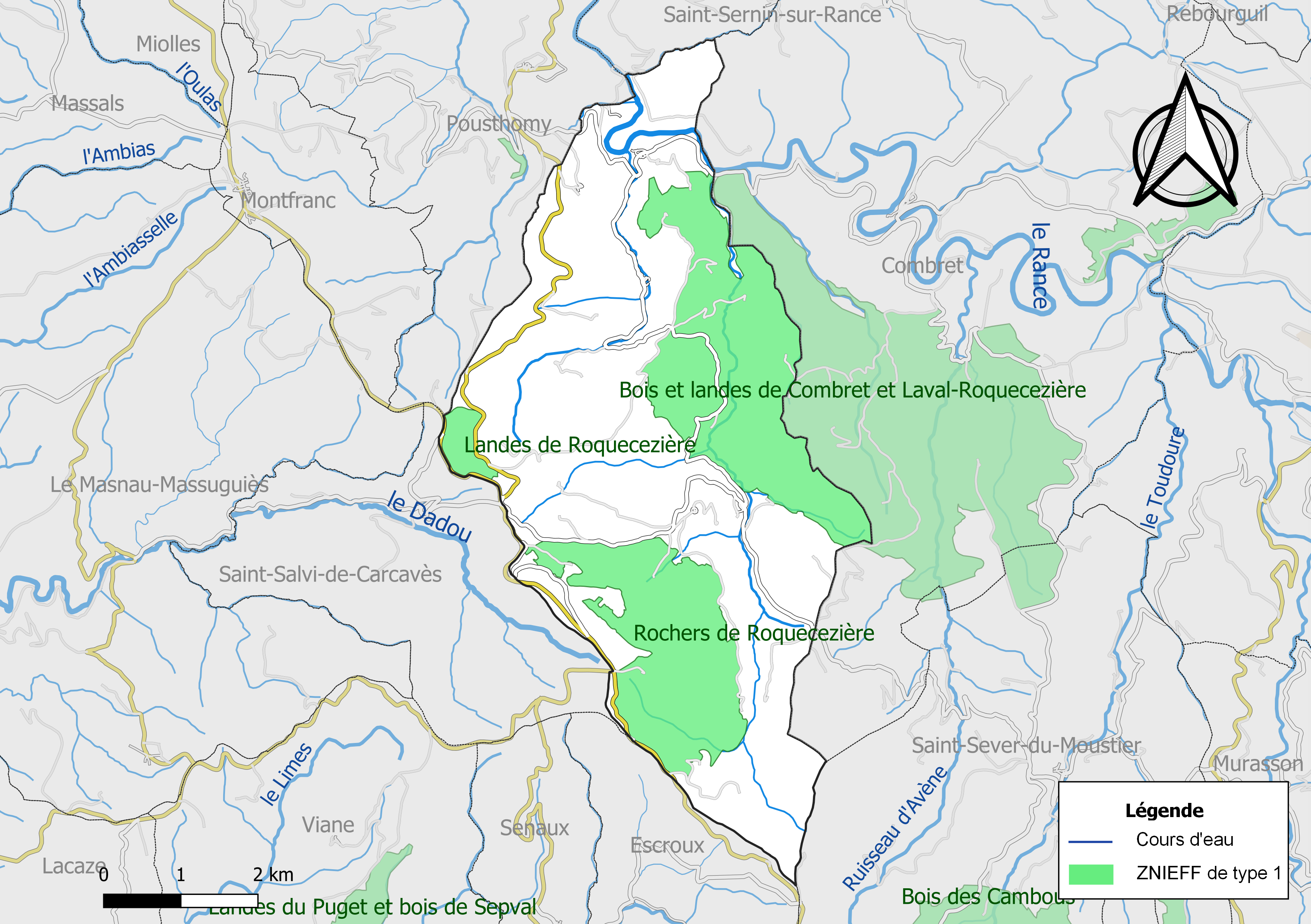
Carte des ZNIEFF de type 1 de la commune.
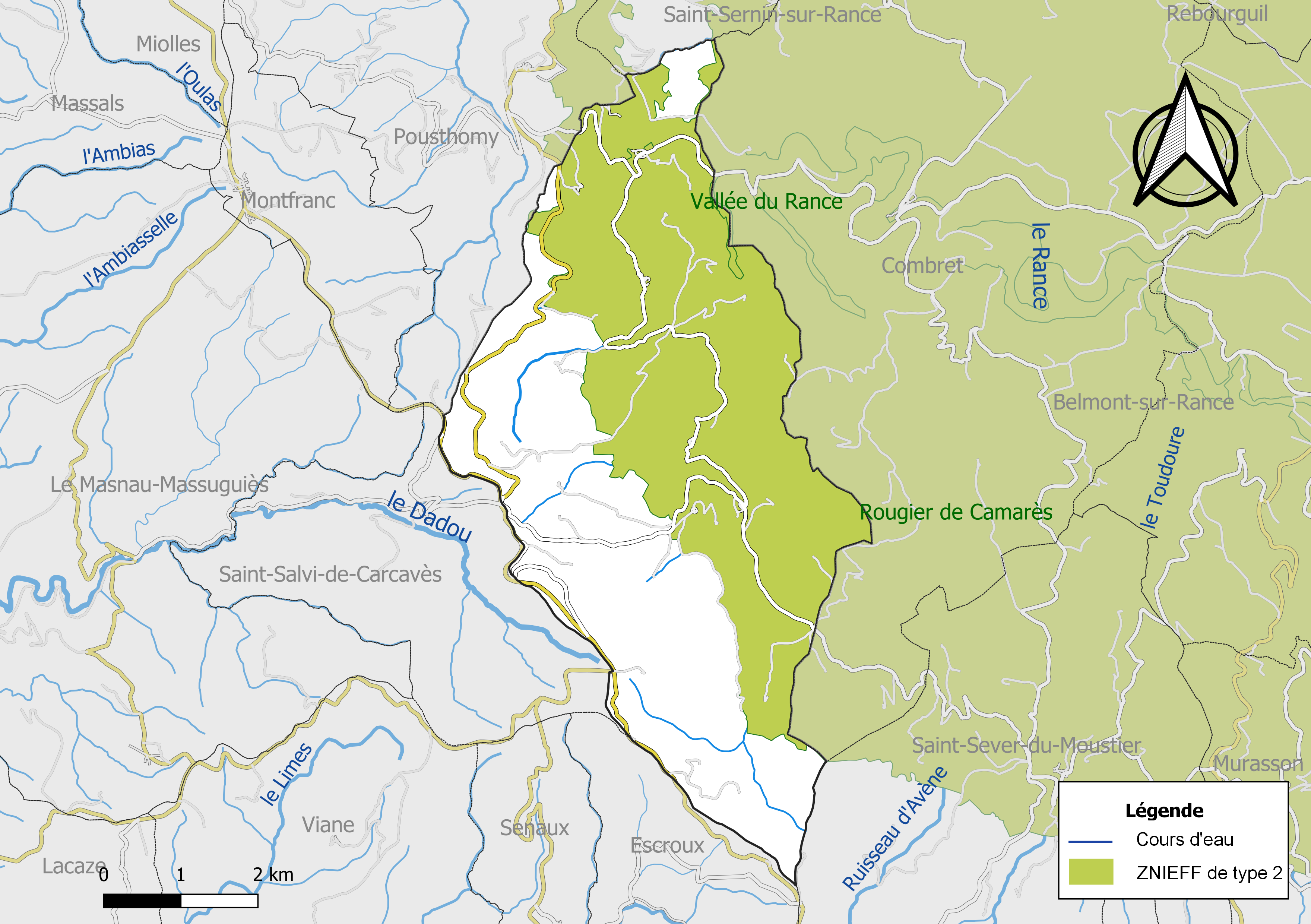
Carte des ZNIEFF de type 2 de la commune.

## Urbanisme

### Typologie
Au 1er janvier 2024, Laval-Roquecezière est catégorisée commune rurale à habitat très dispersé, selon la nouvelle grille communale de densité à sept niveaux définie par l'Insee en 2022.
Elle est située hors unité urbaine et hors attraction des villes,.

### Occupation des sols

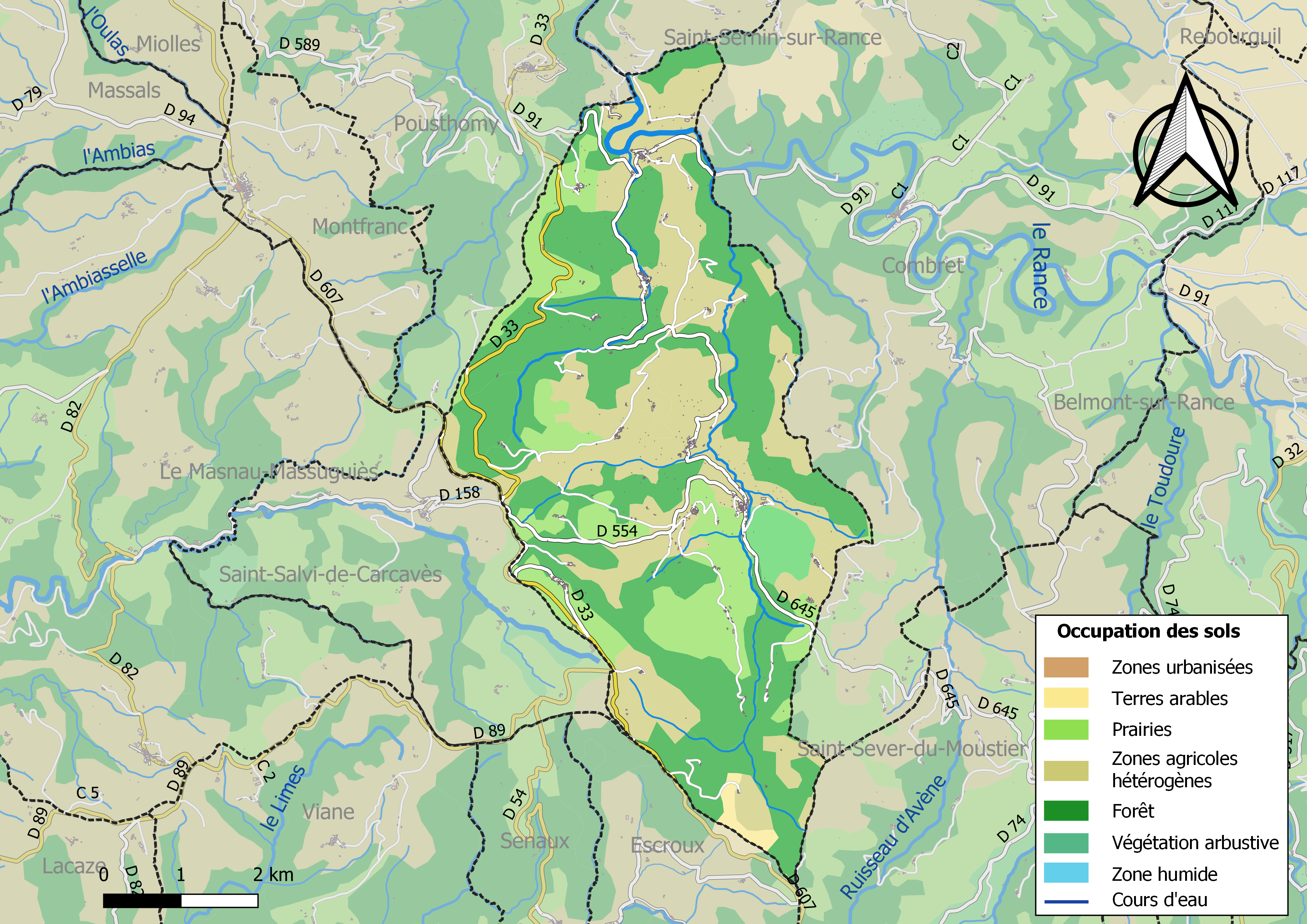
Infrastructures et occupation des sols de la commune de Laval-Roquecezière.

L'occupation des sols de la commune, telle qu'elle ressort de la base de données européenne d’occupation biophysique des sols Corine Land Cover (CLC), est marquée par l'importance des territoires agricoles (52,4 % en 2018), en augmentation par rapport à 1990 (48,4 %). La répartition détaillée en 2018 est la suivante : 
forêts (47,6 %), zones agricoles hétérogènes (35,3 %), prairies (16,3 %), terres arables (0,8 %).

### Planification
La loi SRU du 13 décembre 2000 a incité fortement les communes à se regrouper au sein d’un établissement public, pour déterminer les partis d’aménagement de l’espace au sein d’un SCoT, un document essentiel d’orientation stratégique des politiques publiques à une grande échelle. La commune est dans le territoire du SCoT du Parc naturel régional des Grands Causses, approuvé le vendredi 7 juillet 2017 par le comité syndical et mis à l’enquête publique en décembre 2019. La structure porteuse est le Pôle d'équilibre territorial et rural du PNR des Grands Causses, qui associe huit communautés de communes, notamment la communauté de communes Monts, Rance et Rougier, dont la commune est membre.
La commune, en 2017, avait engagé l'élaboration d'un plan local d'urbanisme.

### Risques majeurs
Le territoire de la commune de Laval-Roquecezière est vulnérable à différents aléas naturels : inondations, climatiques (hiver exceptionnel ou canicule), feux de forêts et séisme (sismicité très faible).
Il est également exposé à un risque particulier, le risque radon,.

#### Risques naturels

Zones inondables de la commune de Laval-Roquecezière.

Certaines parties du territoire communal sont susceptibles d’être affectées par le risque d’inondation par débordement du Rance. Les dernières grandes crues historiques, ayant touché plusieurs parties du département, remontent aux 3 et 4 décembre 2003 (dans le bassin du Lot, de l'Aveyron, du Viaur et du Tarn) et au 28 novembre 2014 (bassins de la Sorgues et du Dourdou). Ce risque est pris en compte dans l'aménagement du territoire de la commune par le biais du Plan de prévention du risque inondation (PPRI) du bassin du « Rance », approuvé le 9 octobre 2015.
Le Plan départemental de protection des forêts contre les incendies découpe le département de l’Aveyron en sept « bassins de risque » et définit une sensibilité des communes à l’aléa feux de forêt (de faible à très forte). La commune est classée en sensibilité moyenne.

#### Risque particulier
Dans plusieurs parties du territoire national, le radon, accumulé dans certains logements ou autres locaux, peut constituer une source significative d’exposition de la population aux rayonnements ionisants. Toutes les communes du département sont concernées par le risque radon à un niveau plus ou moins élevé. Selon le dossier départemental des risques majeurs du département établi en 2013, la commune de Laval-Roquecezière est classée à risque moyen à élevé. Un décret du 4 juin 2018 a modifié la terminologie du zonage définie dans le code de la santé publique et a été complété par un arrêté du 27 juin 2018 portant délimitation des zones à potentiel radon du territoire français. La commune est désormais en zone 3, à savoir zone à potentiel radon significatif.

## Histoire

### Période romaine
En 54 avant Jésus Christ, Jules César passe à Roquecézière, y établit un camp et y laisse une garnison pour surveiller les Ruthènes libres qui se trouvent au Nord du Rance.
Première exploitation du minerai de fer : fours, galeries, mâchefer... retrouvés sur les lieux dans les années 1990.

### Moyen Âge
En juin 1112, Raimond Béranger III, comte de Barcelone reçoit en alleu (terres libres exemptes de toute redevance, ne relevant d'aucun seigneur, par opposition au fief) le château de Laroquecézière ("Le château de Laroquecézière" de Gaujal, page 54)
En 1146, le château appartient aux seigneurs de Roquecézière. En 1252, Bertrand de Roquecézière meurt sans descendance et lègue la nue-propriété de ses biens à l'Abbaye Notre-Dame de Bonnecombe. En contrepartie, il sera enseveli dans l'église de ce monastère (Barrau, tome III, page 88).
Le fief est légué aux comtes de Toulouse.
En 1271, le château de Roquecézière revient par héritage au roi de France.

### Les Templiers et les Hospitaliers
L'ermitage fut réuni à la commanderie des Templiers de Montels. En 1312, lors de la dévolution des biens de l'ordre du Temple les Hospitaliers de l'ordre de Saint-Jean de Jérusalem revendiquèrent ce monastère.

### Guerre de Cent Ans: invasion anglaise
Au XIVe siècle, Roquecézière est le chef-lieu d'un bailliage qui regroupe 98 paroisses du Rouergue (ville plus importantes que Saint-Sernin sur Rance) De Gaugal, tome 2, page 178
En 1369, Roquecézière, occupé par les Anglais, est repris par le comte de Vendôme Bouchard VII. Roquecézière est à nouveau réuni à la couronne et donné en fief aux comtes de Vendôme.
En 1446, la Seigneurie de Roquecézière est donnée par Charles VII à Agnès Sorel, Dame de Beauté-sur-Marne et de La Roquecézière (acte concernant la redevance signé par Agnès Sorel, au musée de Saint-Crépin).
On peut lire sur son tombeau : « Ci-Gît noble demoiselle Agnès Saurelle Dame de Beauté et   Roche-Césaire... Laquelle trépassa le 9 février 1449... »

### Guerres de Religion
En octobre 1587, les catholiques reprennent Roquecézière aux protestants, et y mettent le feu.
Le 17 août 1587, cette place catholique se rend au comte de Montgomery, chef protestant, ainsi que le château de la Bastide, et le fort de La Verdolle.
En 1625, le duc de Rohan s'en empare à nouveau au nom des protestants.
Le 6 mai 1628, le prince de Condé la reprend aux protestants.
En 1629, Richelieu, après la paix d'Alès (fin des guerres de religion) fait démolir le château et le village pour plus de sécurité. La démolition aurait duré trois ans et n'aurait épargné qu'une maison du village. L'évêque de Vabre déclara à cette époque : « il n'y a pas eu de diocèse en France si travaillé et affligé que celui-ci. »

### Époque moderne
Jusqu'à la Révolution, aucun événement historique ne retient l'attention. La région connaît une paix sans faille ; seules quelques épidémies et disettes sont à noter pour cette époque.
En 1789, la Révolution à Roquecézière sera surtout subie par les paysans qui en déplorent davantage les effets qu'ils n'apprécient les réformes.
En 1800, Montfranc est réuni à la commune de Roquecézière jusqu'en 1816. La même année, Combret est également rattaché, et ceci jusqu'en 1832.
La commune subit un violent orage le 26 août 1839. Une adolescente de La Verdolle est tuée par une coulée de boue.
En 1849, le 4 juin, création de la paroisse de Roquecézière.

## Politique et administration

### Découpage territorial
La commune de Laval-Roquecezière est membre de la communauté de communes Monts, Rance et Rougier, un établissement public de coopération intercommunale (EPCI) à fiscalité propre créé le 1er janvier 2017 dont le siège est à Belmont-sur-Rance. Ce dernier est par ailleurs membre d'autres groupements intercommunaux.
Sur le plan administratif, elle est rattachée à l'arrondissement de Millau, au département de l'Aveyron et à la région Occitanie. Sur le plan électoral, elle dépend du  canton des Causses-Rougiers pour l'élection des conseillers départementaux, depuis le redécoupage cantonal de 2014 entré en vigueur en 2015, et de la troisième circonscription de l'Aveyron  pour les élections législatives, depuis le dernier découpage électoral de 2010.

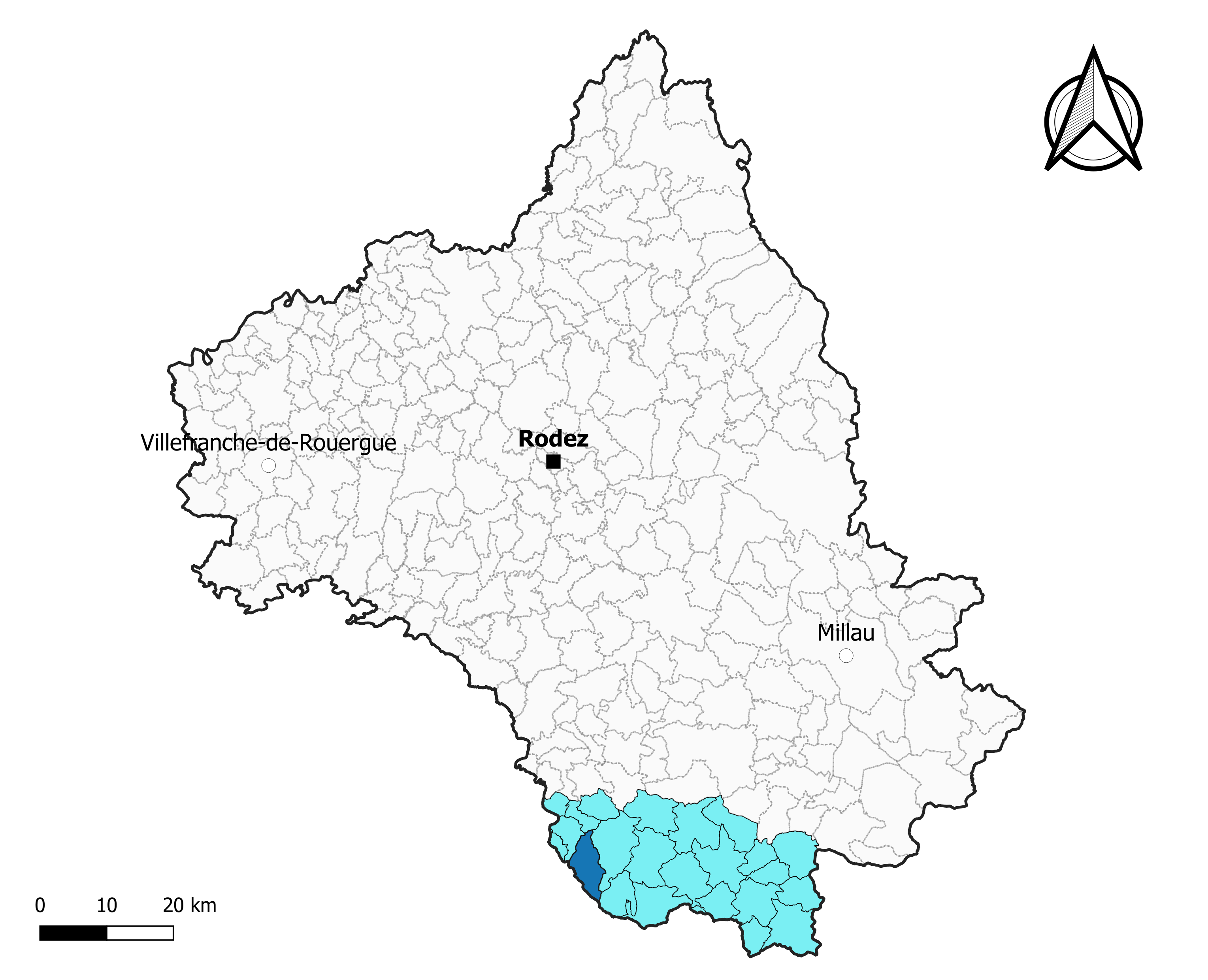
Laval-Roquecezière dans l'intercommunalité en 2020.
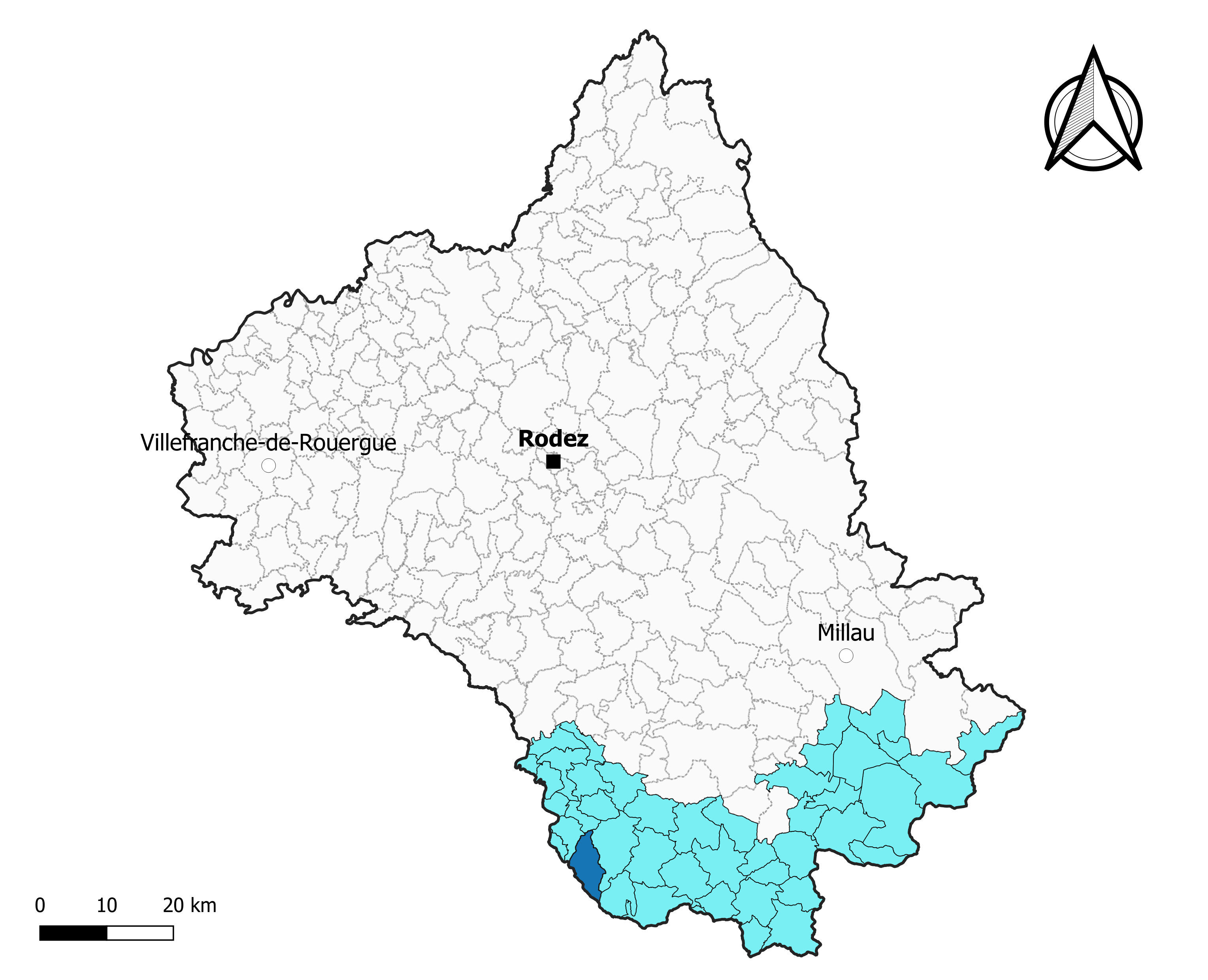
Laval-Roquecezière dans le canton des Causses-Rougiers en 2020.
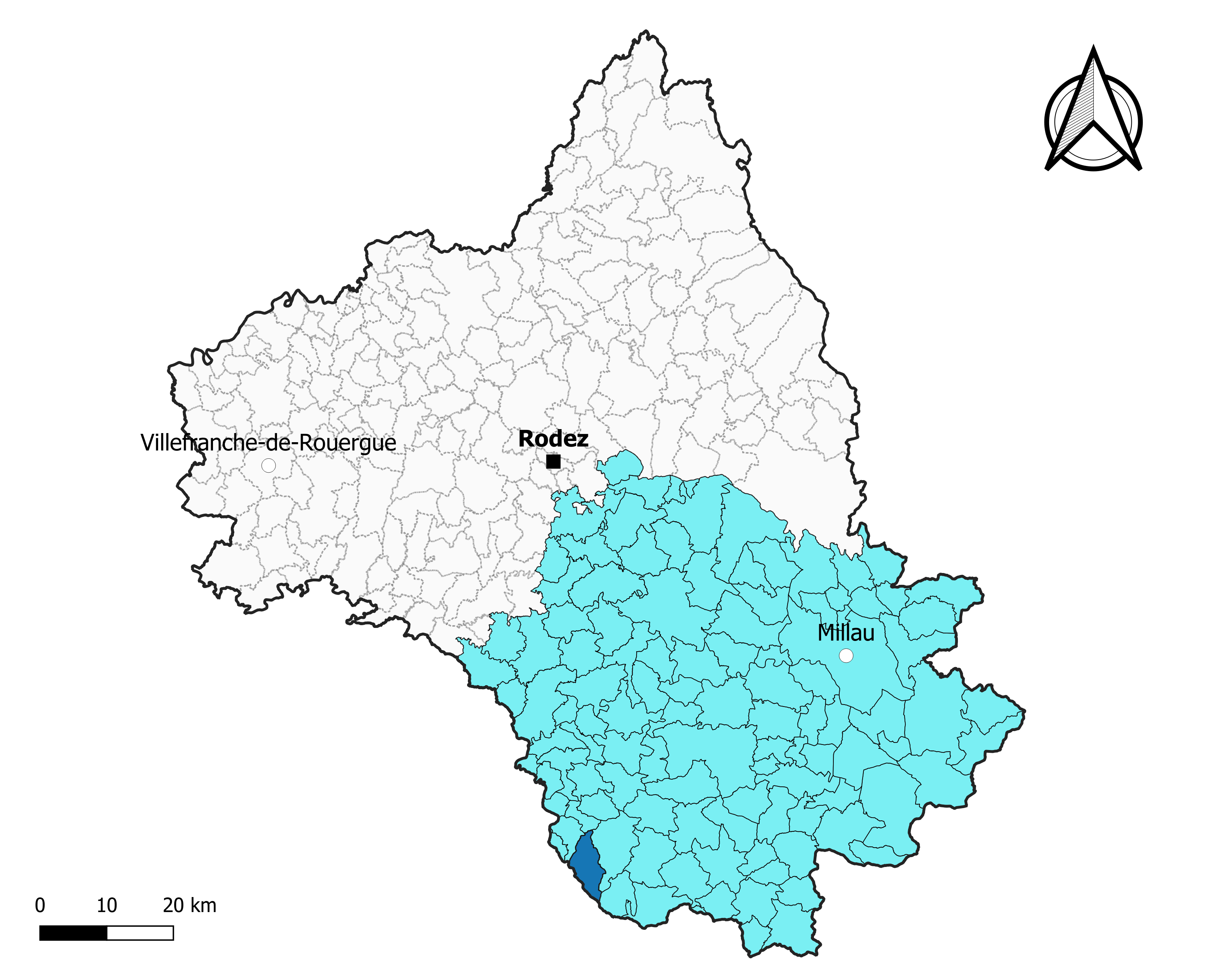
Laval-Roquecezière dans l'arrondissement de Millau en 2020.

### Élections municipales et communautaires

#### Élections de 2020
Le conseil municipal de Laval-Roquecezière, commune de moins de 1 000 habitants, est élu au scrutin majoritaire plurinominal à deux tours avec candidatures isolées ou groupées et possibilité de panachage. Compte tenu de la population communale, le nombre de sièges à pourvoir lors des élections municipales de 2020 est de 11. La totalité des onze candidats en lice est élue dès le premier tour, le 15 mars 2020, avec un taux de participation de 65,07 %.
Patrice Viala, maire sortant, est réélu pour un nouveau mandat le 26 mai 2020.
Dans les communes de moins de 1 000 habitants, les conseillers communautaires sont désignés parmi les conseillers municipaux élus en suivant l’ordre du tableau (maire, adjoints puis conseillers municipaux) et dans la limite du nombre de sièges attribués à la commune au sein du conseil communautaire. Un siège est attribué à la commune au sein de la communauté de communes Monts, Rance et Rougier.

#### Liste des maires
| Période                                  | Période  | Identité           | Étiquette      | Qualité                             |
| ---------------------------------------- | -------- | ------------------ | -------------- | ----------------------------------- |
| 1792                                     |          | Jean Bousquet      |                |                                     |
| 1904                                     | 1912     | Octave de Montéty, |                | Abbé                                |
| 1922                                     | 1944     | Jacques Bascoul,   |                |                                     |
| 1954                                     | 1966     | Bernard Terres     |                |                                     |
| 1966                                     | 2001     | Georges Castan     |                | Agriculteur                         |
| 2001                                     | En cours | Patrice Viala,     | Sans étiquette | Agriculteur sur grande exploitation |
| Les données manquantes sont à compléter. |          |                    |                |                                     |

## Démographie
L'évolution du nombre d'habitants est connue à travers les recensements de la population effectués dans la commune depuis 1793. Pour les communes de moins de 10 000 habitants, une enquête de recensement portant sur toute la population est réalisée tous les cinq ans, les populations de référence des années intermédiaires étant quant à elles estimées par interpolation ou extrapolation. Pour la commune, le premier recensement exhaustif entrant dans le cadre du nouveau dispositif a été réalisé en 2007.

En 2022, la commune comptait 294 habitants, en évolution de +7,3 % par rapport à 2016 (Aveyron : +0,37 %, France hors Mayotte : +2,11 %).
| 1793 | 1800  | 1806  | 1821  | 1831  | 1836  | 1841  | 1846  | 1851  |
| ---- | ----- | ----- | ----- | ----- | ----- | ----- | ----- | ----- |
| 750  | 1 363 | 3 152 | 2 933 | 2 821 | 1 798 | 1 656 | 1 716 | 1 722 |

| 1856  | 1861  | 1866  | 1872  | 1876  | 1881  | 1886  | 1891  | 1896  |
| ----- | ----- | ----- | ----- | ----- | ----- | ----- | ----- | ----- |
| 1 683 | 1 704 | 1 616 | 1 458 | 1 592 | 1 617 | 1 569 | 1 587 | 1 423 |

| 1901  | 1906  | 1911  | 1921  | 1926  | 1931  | 1936  | 1946 | 1954 |
| ----- | ----- | ----- | ----- | ----- | ----- | ----- | ---- | ---- |
| 1 544 | 1 589 | 1 540 | 1 250 | 1 170 | 1 092 | 1 024 | 918  | 794  |

| 1962 | 1968 | 1975 | 1982 | 1990 | 1999 | 2006 | 2007 | 2012 |
| ---- | ---- | ---- | ---- | ---- | ---- | ---- | ---- | ---- |
| 751  | 656  | 596  | 474  | 391  | 340  | 313  | 310  | 259  |

| 2017 | 2022 | - | - | - | - | - | - | - |
| ---- | ---- | - | - | - | - | - | - | - |
| 282  | 294  | - | - | - | - | - | - | - |

## Économie

### Revenus
En 2018  (données Insee publiées en septembre 2021), la commune compte 129 ménages fiscaux, regroupant 253 personnes. La médiane du revenu disponible par unité de consommation est de 18 610 € (20 640 € dans le département).

### Emploi
| Division       | 2008  | 2013  | 2018  |
| -------------- | ----- | ----- | ----- |
| Commune        | 5,8 % | 5,5 % | 8 %   |
| Département    | 5,4 % | 7,1 % | 7,1 % |
| France entière | 8,3 % | 10 %  | 10 %  |

En 2018, la population âgée de 15 à 64 ans s'élève à 160 personnes, parmi lesquelles on compte 69,6 % d'actifs (61,5 % ayant un emploi et 8 % de chômeurs) et 30,4 % d'inactifs,. Depuis 2008, le taux de chômage communal (au sens du recensement) des 15-64 ans est supérieur à celui du département, mais inférieur à celui de la France.
La commune est hors attraction des villes,. Elle compte 55 emplois en 2018, contre 42 en 2013 et 48 en 2008. Le nombre d'actifs ayant un emploi résidant dans la commune est de 100, soit un indicateur de concentration d'emploi de 54,7 % et un taux d'activité parmi les 15 ans ou plus de 45,8 %.
Sur ces 100 actifs de 15 ans ou plus ayant un emploi, 42 travaillent dans la commune, soit 42 % des habitants. Pour se rendre au travail, 74,2 % des habitants utilisent un véhicule personnel ou de fonction à quatre roues, 1 % les transports en commun, 11 % s'y rendent en deux-roues, à vélo ou à pied et 13,8 % n'ont pas besoin de transport (travail au domicile).

### Activités hors agriculture
11 établissements sont implantés  à Laval-Roquecezière au 31 décembre 2019.
Le secteur du commerce de gros et de détail, des transports, de l'hébergement et de la restauration est prépondérant sur la commune puisqu'il représente 27,3 % du nombre total d'établissements de la commune (3 sur les 11 entreprises implantées  à Laval-Roquecezière), contre 27,5 % au niveau départemental.

### Agriculture
La commune est dans les Monts de Lacaune, une petite région agricole occupant le sud du département de l'Aveyron. En 2020, l'orientation technico-économique de l'agriculture  sur la commune est l'élevage d'ovins ou de caprins.
|               | 1988  | 2000  | 2010 | 2020 |
| ------------- | ----- | ----- | ---- | ---- |
| Exploitations | 54    | 23    | 16   | 14   |
| SAU (ha)      | 1 392 | 1 148 | 951  | 824  |

Le nombre d'exploitations agricoles en activité et ayant leur siège dans la commune est passé de 54 lors du recensement agricole de 1988  à 23 en 2000 puis à 16 en 2010 et enfin à 14 en 2020, soit une baisse de 74 % en 32 ans. Le même mouvement est observé à l'échelle du département qui a perdu pendant cette période 51 % de ses exploitations,. La surface agricole utilisée sur la commune a également diminué, passant de 1 392 ha en 1988 à 824 ha en 2020. Parallèlement la surface agricole utilisée moyenne par exploitation a augmenté, passant de 26 à 59 ha.

### Lieux et monuments

Panorama et table d'orientation depuis le rocher de la Vierge à Roquecezière.

## Culture locale et patrimoine

### Monastère Notre-Dame d'Orient
Inscrit MH (1978)
D'après la tradition, le monastère fut construit à l'emplacement de la découverte d'une statue en terre cuite de la Vierge, enfouie sous terre.

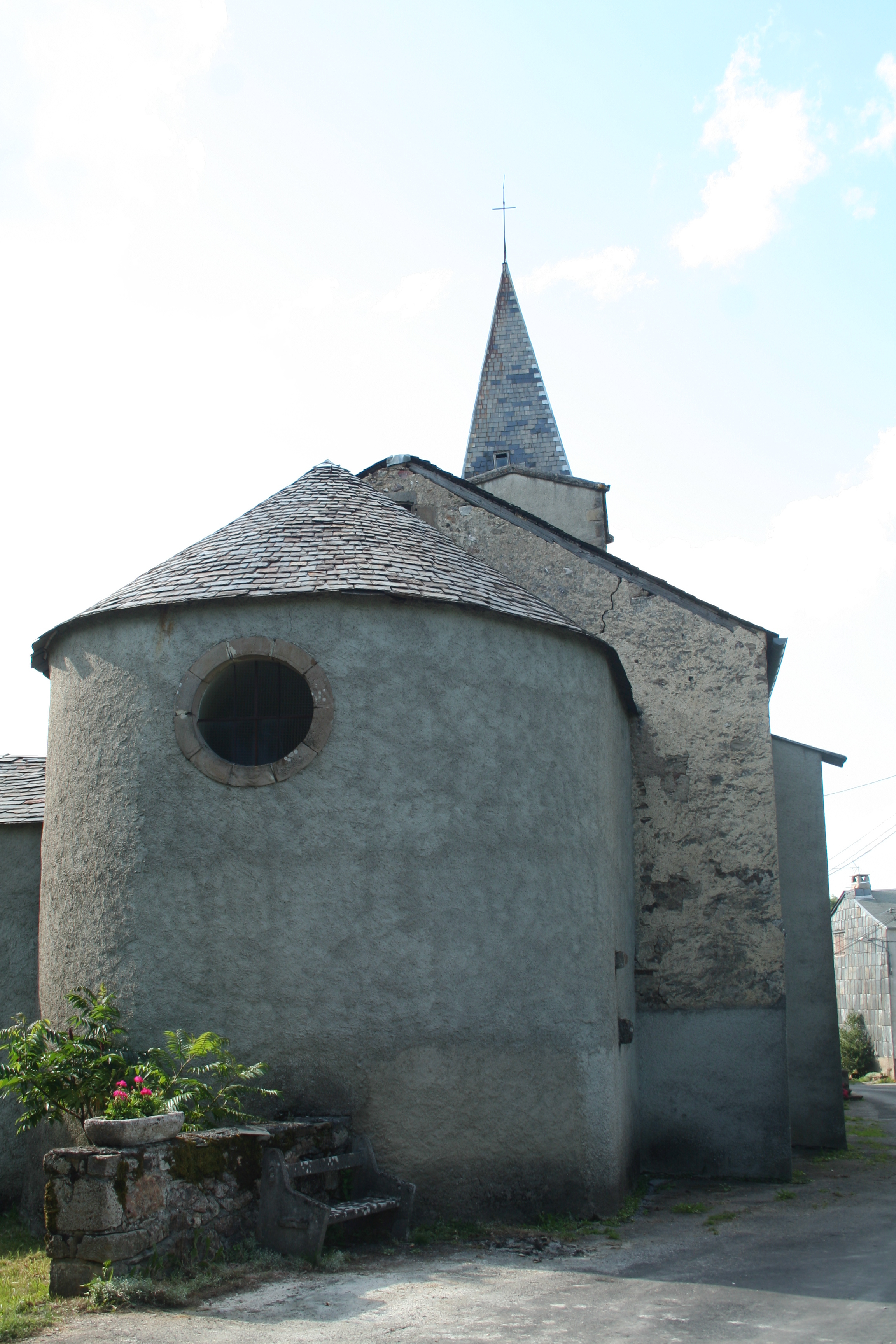
Chevet de l'église Saint-Jacques de Roquecezière.

- Église Saint-Jacques de Roquecezière.
- Église de l'Immaculée-Conception de la Verdolle.
- Église Saint-Crépin de Saint-Crépin.
- Église du monastère Notre-Dame d'Orient.
- Église Saint-Maurice de Saint-Maurice.
- Musée Damien Bec, au village de Saint-Crépin sur la commune, avec deux locaux d'exposition. " L'Ostal de Sant-Crespin " évoque la vie rurale traditionnelle. L'autre réunit une dizaine de statues-menhirs (originaux ou moulages), datant du chalcolithique (environ 2 500 ans avant J.-C.).
- Col de Peyronnenc (879 m).